# 在ドイツ日本国大使館

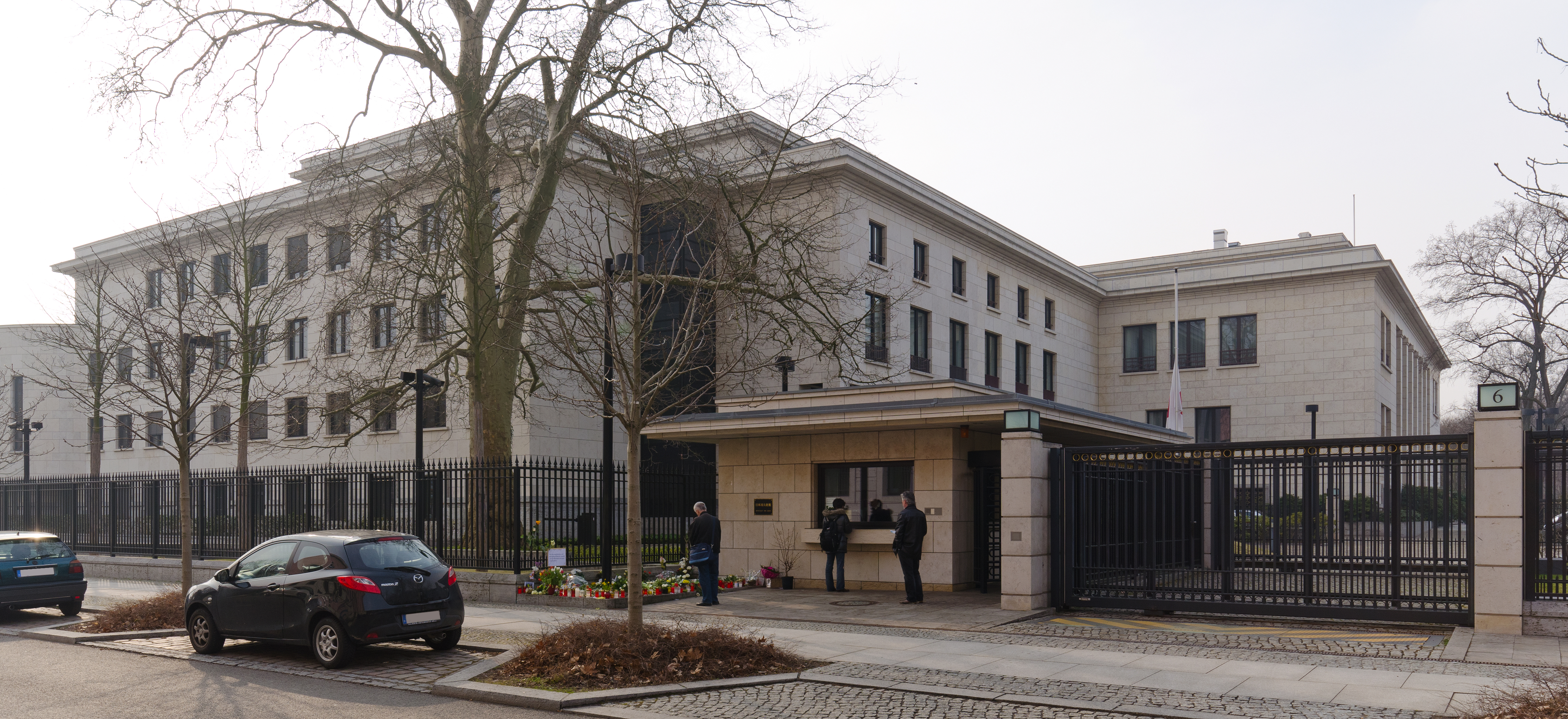
在ドイツ日本国大使館

在ドイツ日本国大使館（ざいドイツにほんこくたいしかん、独: Botschaft von Japan in Deutschland）は、ドイツに在する日本大使館で、外務省の特別の機関である。ドイツ再統一により、1991年（平成3年）に、ボンの在ドイツ連邦共和国日本国大使館とベルリンの在ドイツ民主共和国日本国大使館が統合された。また、1999年（平成11年）には、在ベルリン日本国総領事館が廃止されて大使館に統合されている。

## 建物

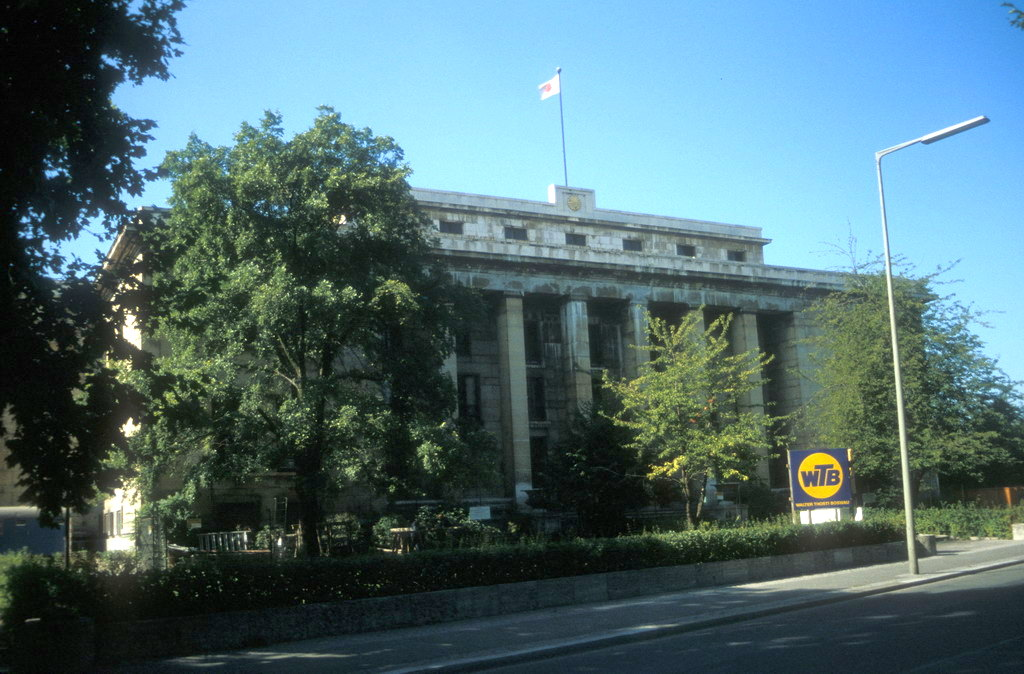
修復される以前の、荒廃した旧日本大使館(1985年)

現在の大使館の建物はナチス・ドイツであった頃の1938年（昭和13年）から1942年（昭和17年）にかけて、ヒトラーとシュペーアによる世界首都ゲルマニア計画の一環として建築家ルートヴィヒ・モースハマーの総合設計、ツェーザル・ピンナウの内装設計によってティーアガルテン地区に建設された。当時日本とドイツは枢軸国を形成する同盟国であり、ベルリンにおける日本大使館は日本にとって欧州地方の重要な外交拠点であった。
第二次世界大戦では戦火に巻き込まれることとなった。1943年（昭和18年）11月22日から5日間行われたベルリン空襲では破壊される被害。さらに大戦末期の1945年（昭和20年）には、ベルリン市街戦で損傷を受けたものの、全壊は免れた。終戦後、光学写真技術学校として使用された10年間を除いて使用されず、ベルリンが冷戦によって東西に分断されたこともあって朽ちるに任せて放置された。
1986年（昭和61年）から日本国政府によって修復再建が開始された。損傷が激しい旧大使公邸部分は取り壊され、黒川紀章と山口泰治による設計に基づき再建された。1988年（昭和63年）、旧大使館の建物はベルリン日独センターの建物として使用されるようになった。その翌年の1989年（平成元年）にベルリンの壁は崩壊し、翌1990年（平成2年）には東西ドイツが再統一された。1991年（平成3年）にはボンからベルリンへの遷都が決定され、再統一の際は建物を返却するという日本政府と日独センターとの契約に基き、1998年（平成10年）に日独センターはダーレム地区(de)へと移転し、約半世紀ぶりに日本大使館としての使用が再開された。

## 所在地
〒10785 ドイツ連邦共和国 ベルリン市 ミッテ区 広島通り 6番地

## 管轄範囲
在ドイツ日本国大使館はベルリン州、ブランデンブルク州、メクレンブルク＝フォアポンメルン州、ザクセン州、ザクセン＝アンハルト州、テューリンゲン州を管轄する。下記地域については、各総領事館の管轄となる。
- 在デュッセルドルフ総領事館 - ノルトライン＝ヴェストファーレン州
- 在ハンブルク総領事館 - ハンブルク、ブレーメン州、ニーダーザクセン州、シュレスヴィヒ＝ホルシュタイン州
- 在フランクフルト総領事館 - ヘッセン州、ラインラント＝プファルツ州、ザールラント州
- 在ミュンヘン総領事館 - バイエルン州、バーデン＝ヴュルテンベルク州

## 著名な在勤者
- 青木直幸 - 元税務大学校長
- 上冨敏伸 - 元大阪高等検察庁検事長
- 牛場信彦
- 上田常光
- 上野季三郎 - 元宮内省大膳頭
- 内田藤雄 - 原脩次郎の娘婿
- 苧谷秀信 - 元中央労働委員会事務局長
- 大島浩
- 加瀬俊一
- 小島裕史
- 中沖剛 - 元大阪労働局長
- 西郷従吾
- 新関欽哉
- 野村直邦
- 法眼晋作
- 堀栄三 - 初代駐西ドイツ大使館防衛駐在官
- 森元誠二
- 吉野文六
- 山梨半造 - 後に陸軍大臣、朝鮮総督を歴任。山梨軍縮を行う。